# Patrick Depailler
Patrick André Eugène Joseph Depailler (Clermont-Ferrand, 9 agosto 1944 – Hockenheim, 1º agosto 1980) è stato un pilota automobilistico francese.
Ha disputato 95 gran premi validi quali prova del Campionato mondiale di Formula 1, ottenendo 2 vittorie, una pole position, 4 giri veloci, 19 podi e 141 punti totali. Perì nel corso di una sessione di prove libere, presso il circuito di Hockeheim, al volante di un'Alfa Romeo.
Vinse il Campionato francese di Formula 3 1971 e il Campionato europeo di Formula 2 1974.

## Biografia
Patrick era figlio di Marcel Depailler (1902-1978), architetto dell'università di Clermont-Ferrand e di Paule Marguerite Rolland (1909-1999). Rispose alle attese del padre ottenendo un diploma di ortodonzista.
Amante delle moto, praticava anche sci, vela, immersioni, deltaplano. Appassionato di ciclismo, era tifoso di Jacques Anquetil ed Eddy Merckx.
Era un accanito fumatore.
Il figlio, Loïc, ebbe una carriera da pilota automobilistico, negli anni novanta del XX secolo. Ha corso in Nordamerica, nella Formula Atlantic e nei prototipi.
È accreditato come generico nel film statunitense Un attimo, una vita (1977) di Sydney Pollack, ambientato nel mondo dell'automobilismo. Depailler è uno dei piloti che conduce le Formula 1 nelle scene girate sul Circuito di Le Mans.

## Carriera

### Gli esordi
Fin da bambino fu ispirato da Jean Behra, altro pilota francese morto nel 1959 a seguito di un incidente occorsogli alla guida della sua Porsche in una gara di contorno al Gran Premio di Germania di Formula 1.
Impegnato inizialmente con le moto passò, in seguito all'automobilismo.

### Vetture sport
L'impegno di Depailler nelle vetture sport fu sporadico. L'esordio nel Campionato internazionale sportprototipi avvenne nel 1967 con l'Écurie Calberson, al volante di un'Alpine. Non terminò né la 24 Ore di Le Mans né la 500 km del Nürburgring.
Nel 1968 colse il terzo posto nella 1000 km di Monza. Il suo copilota fu André de Cortanze. Giunse sesto a Monza anche nel 1969. Depailler fu protagonista di un incidente con la Ford di Kelleners, al centesimo, e ultimo giro, della gara. Dopo un urto fra le due vetture, la Alpine del francese colpì la scarpata che costeggiava il tracciato, alla Curva del Serraglio. Depailler venne portato all'Ospedale di Niguarda per la frattura di una costola.
Negli anni successivi la partecipazione di Depailler a questo campionato si limitò alla sola 24 Ore di Le Mans, ove però non colse nessun risultato rilevante.
Solo nel 1976, al volante dell'Alpine 442 del team Renault, fu sesto nella 200 miglia di Mosport e secondo nella 500 km di Digione.
Nel 1970, assieme a Jean-Pierre Beltoise e Jean Todt, vinse il Tour de France automobile, al volante di un Matra 650.

### Rally
Nel 1970 si aggiudicò, su Alpine A110, il Rallye des Monts Dôme; il suo navigatore fu Bernard Vasset.

### Formula 3
Nel 1967 Depailler chiuse al quinto posto nel campionato francese di Formula 3. Alla guida di un'Alpine ottenne la vittoria nel XII Prix de Paris, disputato sul Circuito di Montlhéry. L'anno successivo giunse sesto in campionato, non vincendo alcuna gara, ma conquistando due secondi posti e un terzo. Nel 1969 conquistò la Coupe de l'ACIF, corsa sul circuito di Montlhéry. Chiuse quarto nel campionato, ottenendo anche due secondi posti. Nel prestigioso Gran Premio di Monaco, prova non valida per il campionato francese, gara disputata proprio il giorno prima della Coupe de l'ACIF, fu quinto.
Depailler conquistò il campionato francese di Formula 3 nel 1971, al volante di un'Alpine A360-Renault. In stagione conquistò 7 vittorie, 2 secondi posti e un terzo. Fu terzo anche nel Gran Premio di Monaco di Formula 3, ancora prova non valida per il campionato.

### Formula 2
Nel 1970 Depailler partecipò, per la prima volta, al Campionato europeo di Formula 2, al volante di una Pygmée-Cosworth. Dopo due non qualificazioni, si ritirò nel Gran Premio del Mediterraneo, corso a Pergusa. Nel 1971 passò alla Tecno. La scuderia italiana aveva ottenuto, in quella stagione, l'appoggio della Elf, che portò all'ingaggio di diversi piloti francesi, tra cui Depailler. Anche in questa caso però il campionato si concluse senza risultati di rilievo per Depailler. Il francese giunse però sesto nel Gran Premio di Pau, prova non valida per il campionato.

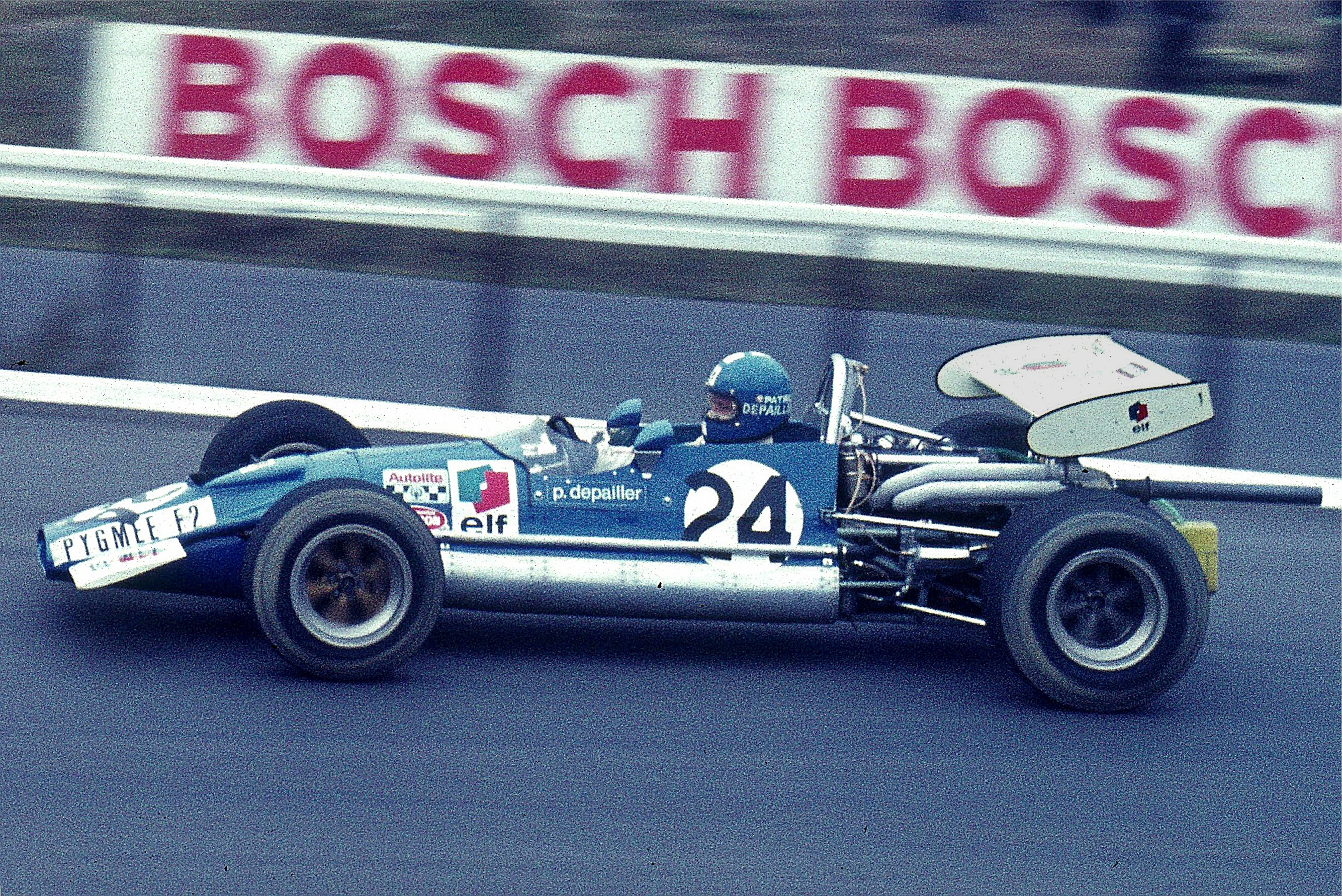
Depailler impegnato con una vettura di Formula 2, al Nürburgring, nel 1970.

Nel 1972 la Tecno passò a gareggiare in Formula 1; l'Elf si associò quindi alla scuderia John Coombs. Nel Gran Premio di Pau Depailler conquistò il primo podio nella categoria, un secondo posto. Concluse la stagione con altri due secondi posti (nella gara di Pergusa la vittoria assoluta andò a Henri Pescarolo, pilota senza la possibilità di iscrivere punti nel campionato), e altri tre arrivi nei punti, tanto da chiudere la stagione al terzo posto. In stagione Depailler impiegò sia una March che un'Alpine
L'anno successivo Depailler si confermò ancora terzo nella classifica generale. Ottenne cinque podi, conquistando 9 punti nell'Eifelrennen al Nürburgring, in una gara vinta da Reine Wisell, con Tim Schenken secondo. Depailler, terzo, fu il primo dei piloti non graduati. In questa stagione l'Elf costruì in proprio il telaio con cui competere.
La consacrazione per il pilota transalpino avvenne nel 1974, quando passò al team ufficiale March, sempre però sostenuto dalla sponsorizzazione della Elf. In quell'anno il francese accompagnò la sua partecipazione alla Formula 2 all'impegno nel Campionato mondiale di Formula 1 con la Tyrrell. Depailler vinse quattro gare, ottenendo 9 punti anche nel Kanonloppet, corso a Karlskoga, ove giunse secondo alle spalle di Ronnie Peterson, pilota graduato che non poteva iscrivere punti nel campionato.
Dal 1975 la presenza in Formula 2 di Depailler divenne sporadica. Giunse secondo nel Grand Prix de Magny Cours, gara non valida per il campionato, mentre fu terzo nel Gran Premio di Pau, prova titolata.

### Formula 1

#### Il periodo in Tyrrell (1972-1978)

##### 1972
L'esordio nella massima formula avvenne il 2 luglio 1972, al Gran Premio di Francia, al volante di una Tyrrell. Depailler godeva dell'appoggio dell'azienda petrolifera francese Elf. Fu François Guiter, resposasibile presso la Elf delle sponsorizzazioni nel mondo del motorsport, a persuadere Ken Tyrrell nel dare un'opportunità al ventottenne francese.
La scuderia britannica approntò per lui una terza vettura, un modello 004, da far gareggiare assieme a quelle assegnate ai piloti titolari, Jackie Stewart (a cui era affidata la nuova 005) e François Cevert. Partito sedicesimo non risultò classificato. Depailler ebbe una seconda opportunità nel Gran Premio degli USA, ultimo gp della stagione, in cui chiuse al margine della zona dei punti, settimo.
La Tyrrell offrì al pilota francese, anche per il 1973, l'opportunità di disputare le gare nordamericane di fine stagione ma, pochi giorni prima della partenza per il continente americano, Depailler subì un incidente con la moto, che portò alla frattura di una gamba.

##### 1974
La sua prima stagione intera in Formula 1 fu nel 1974, quando divenne pilota titolare della Tyrrell, che aveva perso Stewart, ritiratosi, e Cevert, deceduto nelle prove dell'ultima gara del 1973. Il suo compagno di scuderia era Jody Scheckter. Anche in questo caso il suo ingaggio fu perorato da Guiter e dalla Elf. Depailler, a inizio stagione, non era ancora in perfetta forma, per i postumi di un incidente occorsogli facendo motocross. Venne comunque confermato il suo impegno anche nel Campionato di Formula 2.
Depailler ottenne i primi punti iridati col quarto posto nel Gran Premio del Sudafrica, e conquistò la pole position nel Gran Premio di Svezia.  Quella di Depailler fu la prima partenza al palo, nel mondiale, per un pilota francese, e fu anche l'unica occasione in cui due Tyrrell completarono la prima fila. In gara Depailler partì peggio del suo compagno di scuderia, Jody Scheckter, che si pose così al comando, e vinse davanti al francese, che ottenne però il suo primo giro veloce in gara.
Nelle prove del Gran Premio di Francia Depailler finì fuori pista, ma senza conseguenze fisiche.
Chiuse la stagione ancora con paio di arrivi nei punti, raggiungendo, in classifica piloti, il nono posto, con un totale di 14 punti.

##### 1975

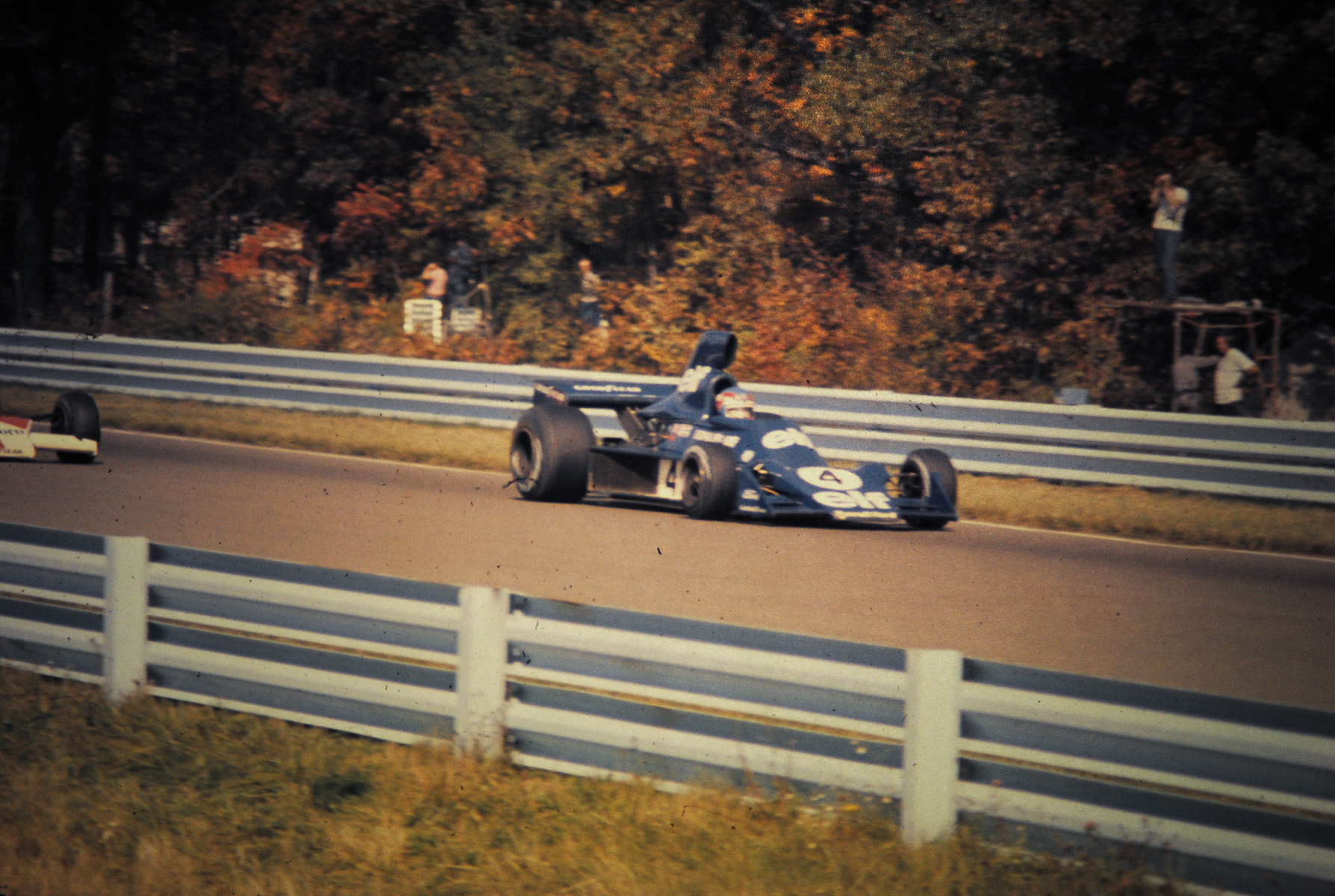
Depailler nel Gran Premio degli Stati Uniti d'America 1975.

Nel 1975 la stagione si sviluppò in maniera simile al 1974, con delle buone prestazioni in prova e diversi arrivi nei punti. In Sudafrica conquistò il suo secondo podio nel mondiale, giungendo terzo, e partì in prima fila in Svezia, secondo, alle spalle di Vittorio Brambilla. La gara fu tormentata per il francese che, già al tredicesimo giro, quando era secondo dietro a Brambilla, fu costretto ai box per una rottura nell'impianto dell'olio.
Chiuse la stagione con 12 punti, e nuovamente col nono posto nella classifica dedicata ai piloti. Tra questi arrivi a punti va segnalato il sesto posto nel Gran Premio di Francia, in cui Depailler, partito tredicesimo, fu autore di una poderosa rimonta. Nel Gran Premio di Germania, dopo essere partito in seconda fila, fu limitato da una sospensione rotta nei primi giri. Alcuni errori di guida lo penalizzarono sia nel Gran Premio d'Austria (corso sotto la pioggia) che nel Gran Premio d'Italia, in cui in entrambi si era trovato in posizioni di classifica importanti.

##### 1976
Il 1976 fu la sua migliore stagione nella massima formula. Nelle prime otto gare conquistò ben 5 podi, tanto che al termine del Gran Premio di Francia, ottava gara della stagione, e giro di boa del campionato, il francese aveva 26 punti in classifica, appaiato al secondo posto della graduatoria con James Hunt, che poi vincerà il titolo.
La stagione iniziò col Gran Premio del Brasile in cui Depailler chiuse secondo, alle spalle di Niki Lauda, sfruttando gli errori di Jean-Pierre Jarier e Tom Pryce, passati sull'olio lasciato in pista da Hunt. Nel Gran Premio di Long Beach ottenne la prima fila ma rovinò la gara con un testacoda, anche se chiuse comunque al terzo posto.
Dal Gran Premio di Spagna Depailler guidò la Tyrrell P34, l'unica vettura a sei ruote che abbia mai corso nel mondiale di Formula 1. Conquistata la seconda fila in qualifica, dovette ritirarsi per un'uscita di pista. Il francese tornò a podio nel Gran Premio di Monaco, in cui giunse terzo, alle spalle del compagno di team Scheckter, e con una vettura non perfetta per dei problemi tecnici. La stagione proseguì con due secondi posti, in Svezia (gara vinta dalla P34 di Scheckter) e in Francia.
Nelle tre gare seguenti il transalpino collezionò tre ritiri. In Gran Bretagna venne a contatto con Hans-Joachim Stuck, in Germania fu vittima di un'uscita di pista, al fine di evitare la vettura di Clay Regazzoni, mentre in Austria fu tradito da una sospensione.
A Monza Depailler conquistò nuovamente la seconda fila, e in gara si trovò secondo, alle spalle di Ronnie Peterson. Il podio sfumò verso fine gara, quando un problema elettrico lo fece retrocedere al sesto posto. Il podio venne ottenuto nel Gran Premio del Canada, in cui Depailler fu autore di una vera impresa. Posto in caccia di Hunt, primo, negli ultimi giri Depailler subì una rottura nel sistema del carburante, che ne impediva di proseguire negli attacchi alla prima posizione. La benzina era entrata nell'abitacolo e i suoi gas stavano stordendo Depailler. Hunt conquistò la vittoria, con Depailler che giunto secondo venne estratto dall'abitacolo subito dopo il traguardo, quasi incosciente.
Nelle prove del Gran Premio degli USA Ovest Depailler si trovò a duellare con James Hunt  per la pole position, con Depailler che seguiva la McLaren di Hunt sulla pista, quando il contenitore dell'aria compressa della McLaren cadde e colpì la Tyrrell sulle due gomme anteriori sinistre e sulla monoscocca. Si ruppero entrambe le gomme, e dopo essersi fermato per riparare il danno e sostituirle, lo sterzo della vettura di Depailler non era più ben calibrato, tanto che il francese fu solo settimo in griglia. In gara si ritirò nei primi giri per un problema alla pompa della benzina.
In Giappone Depailler partì tredicesimo ma fu autore di un'ottima gara sotto la pioggia, che lo portò al secondo posto, alle spalle di Hunt. Il francese si ritrovò al comando dopo la sosta ai box del britannico, ma una foratura lo costrinse a cedere la vetta ad Andretti. Depailler chiuse secondo.

##### 1977
Nel 1977 cambiò il partner di Depailler. Jody Scheckter andò a correre alla Wolf, e venne sostituito dal pilota svedese Ronnie Peterson. Anche in questa stagione la scuderia impiegò il modello P34, a sei ruote. Depailler si rese subito conto delle difficoltà tecniche che sarebbero state sofferte nell'anno, anche a causa del mancato sviluppo degli pneumatici anteriori da parte della Goodyear.

Patrick Depailler sulla Tyrrell P34 con la livrea che riporta lo sponsor First National City Travelers Checks, nel 1977.

Le prime gare non fece punti. In Argentina, prima gara della stagione, Depailler partì terzo ma perse subito diverse posizioni, poi fu costretto all'abbandono. Il francese rovinò la gara seguente, in Brasile, per un contatto con John Watson.
In Sudafrica partì quarto e fu terzo, in una gara in cui morì Tom Pryce. Dopo il quarto posto nel Gran Premio di Long Beach, seguirono due ritiri, e l'ottavo posto in Belgio.
Tornò a punti in Svezia, quarto. Seguì poi una fase molto deludente, sia in prova che in gara: Depailler collezionò tre ritiri di fila, fu tredicesimo in Austria, altri ritiri in Olanda e Italia, e un piazzamento lontano dai punti a Watkins Glen.
Le due ultime gare della stagione regalarono al francese due podi. In Canada partì sesto e giunse secondo, dietro al suo ex compagno di scuderia Scheckter, in una gara dominata da Mario Andretti fino a pochi giri dal termine. Nell'ultima gara della stagione, in Giappone, si qualificò solo quindicesimo ma con una gara regolare finì terzo e fu l'unico a presentarsi sul podio: James Hunt e Carlos Reutemann, primo e secondo, abbandonarono il circuito per non perdere il volo. Depailler restò per onorare la P34, alla sua ultima gara mondiale. Il podio in Giappone fu il suo dodicesimo nel mondiale. All'epoca nessun pilota aveva colto così tanti podi senza mai vincere.

##### 1978
Il campionato 1978 iniziò in maniera ottima per il pilota transalpino. In Argentina, partito decimo, chiuse al terzo posto. Dopo un ritiro in Brasile Depailler inanellò una serie di ottimi piazzamenti.
In Sudafrica fu autore di una grande rimonta: ottenuta in qualifica l'undicesima posizione, riuscì ad andare al comando, e, all'inizio dell'ultimo giro,  godeva ancora di buon vantaggio su Ronnie Peterson. Alla prima staccata, quella della Crowthorne, Depailler doppiò Rebaque ma, dalla sua vettura, uscivano dei fumi azzurrognoli che indicavano che anche la Tyrrell del francese era rimasta senza benzina. Peterson raggiunse la vettura del francese: le due macchine viaggiarono ruota contro ruota nel tratto centrale del circuito. Depailler riuscì a mettere il suo musetto avanti all'altezza della Sunset ma, all'uscita della curva a sinistra Clubhouse, Peterson affiancò la Tyrrell ormai all'asciutto e alle Esses passò in testa e condusse fino all'arrivo. Per lo svedese fu la nona vittoria nel mondiale, la prima dal Gran Premio d'Italia 1976. Un ennesimo podio, il terzo posto, venne conquistato nel successivo Gran Premio di Long Beach: anche qui il francese, dopo delle qualifiche deludenti, fu abile nel giungere a podio, dopo una lunga rimonta.
A Monaco Depailler conquistò la sua prima vittoria iridata. Partito quinto, si installò subito in seconda posizione, e, sfruttando un errore di John Watson, dovuto a un problema ai freni, passò a condurre al trentottesimo giro. Depailler rimase al comando fino al termine, conquistando quello che fu il ventunesimo successo per la Tyrrell. Depailler fu il 62º pilota a riuscire nell'impresa di vincere una gara iridata. Depailler detiene ancora il record del pilota che ha conquistato più podi prima della sua prima vittoria, 15; il record venne poi eguagliato da Jean Alesi, Mika Häkkinen e Eddie Irvine. Al termine della gara Depailler si trovò al comando della classifica del mondiale, da solo, con 23 punti.
Al termine del gran premio Depailler affermò:
Le speranze del francese di poter lottare per il titolo vennero meno quando, dal successivo Gran Premio del Belgio, la Lotus introdusse il modello 79, che sfruttava a pieno l'effetto suolo, e che dominò la restante parte della stagione. Da questa gara, e fino a quella in Francia, la Goodyear decise di concentrarsi maggiormente su dieci piloti (tra cui Patrick Depailler), fornendo loro tutte le mescole possibili. La casa si impegnava inoltre a fornire tutte le mescole ai due piloti, che in ciascun gran premio, avessero fatto segnare i tempi migliori nella prima giornata di prove.

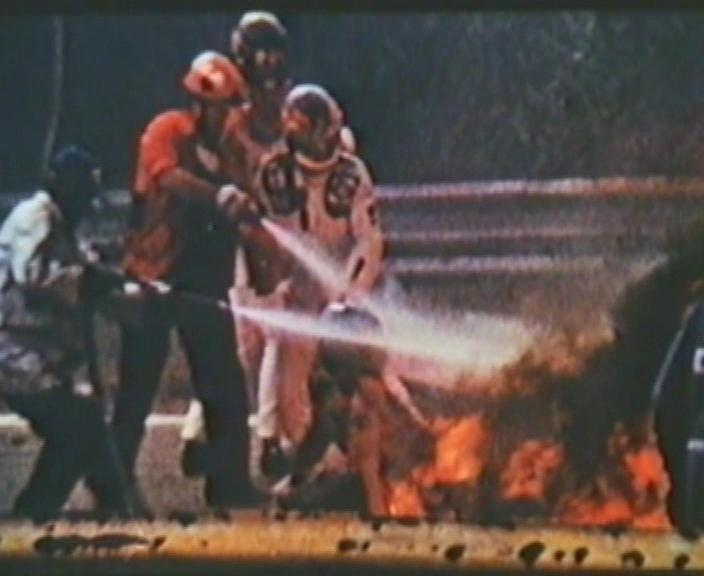
Patrick Depailler mentre aiuta i commissari a spegnere le fiamme che avvolgevano la vettura di Ronnie Peterson, dopo l'incidente al via del Gran Premio d'Italia 1978.

Dal Belgio Depailler fu costretto, per 4 gare di fila, al ritiro. Nella prima gara per colpa del cambio, in Spagna per il motore, in Svezia per una sospensione e in Francia ancora a causa del propulsore. Tornò a punti, quarto, nel Gran Premio di Gran Bretagna. Dopo un altro ritiro, per incidente, nel Gran Premio di Germania, il francese ottenne il secondo posto, nel successivo Gran Premio d'Austria. Partito tredicesimo, fu autore di un ottimo avvio, che lo portò al secondo posto già al secondo giro, alle spalle di Peterson.
Al settimo giro la direzione di corsa decise di sospendere la gara, a causa della pioggia, per fare sì che le vetture potessero tornare ai box per montare gomme da bagnato. Il regolamento prevedeva questa ipotesi, qualora non fosse stato coperto più di un terzo della distanza prevista.
Dopo un'attesa di circa 50 minuti, la gara riprese con le vetture schierate secondo la classifica al momento della sospensione: primo Peterson davanti a Depailler, John Watson, Laffite, Pironi, Lauda, Hunt e Clay Regazzoni. La classifica finale sarebbe stata ottenuta dalla somma dei tempi dei due spezzoni di gara. Ciò non rese però chiara agli spettatori l'effettiva classifica, non esistendo ancora maxischermi lungo il circuito che la possano riepilogare la situazione reale.
Nella ripartenza Patrick Depailler era stato veloce ed aveva passato Peterson, che però comandava sempre per somma di tempi. La pista si stava però asciugando, tanto che molti piloti iniziarono a montare gomme slick. Quando fu il turno di Peterson a cambiare, Reutemann si trovò a condurre, anche se, in realtà, nella somma dei tempi, era staccato di ben due giri dallo svedese. Poco dopo anche Reutemann cambiò gli pneumatici, così a condurre si trovò Gilles Villeneuve. Dopo il cambio gomme di Villeneuve, dietro a Peterson, nella classifica reale, si trovava Niki Lauda, che però andò a sbattere e fu costretto al ritiro.
La classifica vedeva al comando Ronnie Peterson, seguito da Gilles Villeneuve e Depailler. Gli pneumatici del canadese però non erano performanti e ciò consentì il sorpasso a Depailler, che chiuse così secondo.
Dopo essere stato costretto a un altro ritiro in Olanda, nel Gran Premio d'Italia fu uno dei tanti piloti coinvolti nell'incidente al via, la cui conseguenze porteranno al decesso di Ronnie Peterson. Nei giorni precedenti la gara monzese venne annunciato il passaggio di Depailler alla scuderia francese Ligier, per la stagione 1979.
Dopo un ennesimo ritiro nella gara di Watkins Glen, il francese ottenne un quinto posto nel Gran Premio di Montreal, ultima gara della stagione.

#### Ligier (1979)
Nel passaggio alla Ligier Depailler trovò come compagno il suo connazionale Jacques Laffite. La coppia di piloti veniva considerata ben assortita, con Laffite veloce e Depailler più capace dal punto di vista tecnico.
L'inizio di stagione fu molto promettente. Nella prima gara, in Argentina, Depailler ottenne il miglior tempo nelle qualifiche, al venerdì mattino. Al sabato venne battuto solo dal suo compagno di team Laffite. In gara Depailler condusse per molti giri, prima che un problema al motore lo facesse retrocedere al quarto posto. La stessa cosa si riprodusse in Brasile, con le Ligier che monopolizzavano la prima fila, e Depailler che partiva alle spalle del compagno di team. In gara il francese chiuse secondo, ancora alle spalle di Laffite. Questa fu l'unica doppietta per la Ligier, nella storia del mondiale di Formula 1.
Ritiratosi nel gran premio successivo (in cui la Ferrari fece esordire la competitiva 312 T4, che fu l'arma decisiva per la conquista del titolo mondiale), nella gara di Long Beach si trovò a lungo in seconda posizione, prima che un problema al cambio lo costringesse a chiudere al quinto posto.
Depailler ottenne la sua seconda, e ultima, vittoria nel mondiale, in Spagna. Partito in prima fila, alle spalle di Laffite, prese subito il comando della gara, che non cedette fino al termine. A questo punto del campionato Depailler si trovava in testa alla classifica mondiale, a pari punti con Gilles Villeneuve. In Belgio sfiorò ancora la pole position, battuto di solo 7 centesimi ancora dal compagno Laffite. In qualifica Depailler fu vittima anche di un'uscita dal tracciato, ove rovinò la sua monoposto. In gara battagliò a lungo con Laffite, quando, al giro 46, mentre era in testa, fu costretto, dall'afflosciamento di una gomma, a un'uscita di pista. Oltre al ritiro il francese subì anche la frattura della mano destra, infortunio che mise in dubbio la sua presenza al Gran Premio di Monaco. Depailler riuscì a partecipare alla gara del Principato. Partito in seconda fila, rovinò la sua gara con un testacoda al ventiseiesimo giro, mentre era quarto, dopo essere stato messo sotto pressione da Didier Pironi. Il francese della Ligier chiuse comunque quinto. In realtà, a causa del regolamento del campionato, per cui valevano solo i migliori 4 risultati delle prime 8 gare, Depailler si trovò a scartare i due punti conquistati a Monaco. Depailler contava 20 punti validi, contro i 30 di Scheckter, in testa al campionato.
La stagione si presentava ancora aperta per Depailler, quando, il 3 giugno, mentre si esercitava in deltaplano fu vittima di un incidente che compromise la sua stagione. Mentre provava a Clermont Ferrand, infatti, sbagliò a calcolare la traiettoria del suo volo avvicinandosi troppo al Puy de Dôme tanto da non riuscire più a virare in tempo. Il pilota riportò fratture multiple a tibia e perone e femore che richiesero una prognosi di tre mesi più la riabilitazione. La Ligier lo sostituì, per tutto il resto della stagione, con l'esperto belga Jacky Ickx (con all'attivo già 106 gran premi), che mancava nel campionato mondiale di F1 dal Gran Premio di Svezia 1978 corso con l'Ensign. Inizialmente sembrò che la Ligier fosse orientata a preferire un francese, Michel Leclère.

#### Alfa Romeo (1980)
A seguito dell'incidente venne licenziato dalla Ligier; ricevette alcune offerte, come collaudatore, da Williams e Brabham, ma nell'autunno del 1979 venne ingaggiato dall'Alfa Romeo, per la stagione 1980. Al suo posto, alla Ligier, arrivò Didier Pironi, ex compagno di Depailler alla Tyrrell.
La casa italiana annunciò il 7 dicembre 1979, nel corso della presentazione della stagione, avvenuta presso il Museo storico della casa che il francese avrebbe corso assieme a Bruno Giacomelli, mentre una terza monoposto sarebbe stata affidata a Vittorio Brambilla, ma solo per le corse europee. Il francese venne scelto in quanto considerato fondamentale per la messa a punto della monoposto, soprattutto in attesa del nuovo motore turbo, che da metà stagione avrebbe dovuto equipaggiare la vettura. Depailler affermò di poter dare un giudizio sulla vettura solo dopo 6 mesi di test. Il francese ringraziò la casa milanese per l'opportunità datagli, dopo il grave incidente occorso con il deltaplano, in cui aveva rischiato anche l'amputazione.
Pochi giorni dopo il transalpino testò per la prima volta la nuova monoposto sul Circuito Paul Ricard, ma l'esito non fu molto incoraggiante: Depailler soffriva ancora di dolori agli arti inferiori, quale postumi dell'incidente di giugno. Venne ipotizzato che potesse essere sostituito, almeno per le prime gare della stagione 1980 da Patrick Tambay. Depailler lodò comunque la competitività della vettura italiana.
La vettura si presentava competitiva in prova, ma poco affidabile in gara.  Dopo i primi due gran premi, corsi in Sudamerica, con risultati deludenti in prova, seguiti da ritiri per problemi tecnici in gara, nel Gran Premio del Sudafrica Depailler conquistò il settimo posto in griglia, anche se in gara risultò non classificato. Depailler si lamentò di aver perso un po' l'abitudine alla guida, che lo portò a degli errori di cambiata, che provocarono anche un cedimento del motore nelle prove libere. Il francese era comunque soddisfatto del risultato delle qualifiche. Nel frattempo il francese aveva testato la nuova Alfa Romeo 180, sul circuito de Le Castellet.
Il francese ottenne il terzo posto in griglia nel successivo Gran Premio USA Ovest, prima di essere nuovamente costretto al ritiro, mentre era quarto.

Depailler e Bruno Giacomelli, entrambi su Alfa Romeo, al Gran Premio d'Argentina 1980

Dopo un ennesimo ritiro nel Gran Premio del Belgio, nel corso di una gara comunque poco competitiva, a Monaco il francese partì settimo e s'installo già al primo giro al quinto posto, che mantenne fino al venticinquesimo giro, quando scalò quarto per il ritiro di Alan Jones. Il prestigioso risultato andò in fumo al cinquantesimo giro, quando un problema al motore lo costrinse all'abbandono.
In Francia si ritirò per problemi di tenuta di strada, mentre a Brands Hatch il transalpino si trovò a lungo in zona punti, fino a quando, per un problema nuovamente al propulsore, fu costretto al ritiro.

#### L'incidente mortale
Il 1º agosto 1980 Depailler perse la vita sul circuito di Hockenheim, dove era in corso una sessione di prove private, in previsione del successivo Gran Premio di Germania, fissato per il 10 agosto, il giorno dopo il suo trentaseiesimo compleanno. L'Alfa Romeo voleva il prolungamento del contratto per altri due anni.
Al mattino le Alfa Romeo di Depailler e di Bruno Giacomelli avevano avuto problemi. Il francese chiese a Giacomelli di testare la sua vettura, ma il pilota bresciano non riscontrò nessun problema evidente. Successivamente Depailler salì sulla monoposto approntata per Giacomelli.
La vettura, per cause mai chiarite, anche se fu poi ipotizzata la rottura di una minigonna (o di una sospensione anteriore, problema già riscontrato sulla vettura), uscì di pista alla Ostkurve a circa 260 km/h, colpendo le barriere al termine della via di fuga, con un angolo di quasi 90°, carambolando e ribaltandosi. La scuderia ipotizzò anche non perfette condizioni fisiche del pilota. Sull'asfalto e nella via di fuga erano evidenti le strisciate che testimoniavano la frenata.
Il pilota fu estratto in gravissime condizioni. Con le gambe quasi amputate, il cranio e il braccio destro fratturati, Depailler presentava pure un'imponente perdita di sangue, tanto che i medici gli praticarono una trasfusione prima che il pilota fosse portato alla Clinica Universitaria di Heidelberg, dove alle 13 morì ufficialmente per una frattura cranica e per numerose emorragie interne. All'esterno della curva, tra la pista e il guardrail, non erano ancora state posate reti di protezione. Le reti, ancora disposte nei rotoli, erano appoggiate contro il guardrail, pronte per essere fissate per la gara. Depailler fu il terzo a perire sul tracciato tedesco nel 1980, dopo Markus Höttinger, deceduto il 13 aprile, nel corso di una gara di Formula 2, e il motociclista Orene Kamlot.
In seguito a questo incidente, la Ostkurve di Hockenheim venne preceduta da una variante atta a ridurne la velocità di percorrenza. Inoltre, la Federazione impose nel regolamento, per la stagione successiva, una regola sull'altezza minima delle vetture, per limitare l'effetto suolo. A inizio della settimana in cui avvenne l'incidente, Alan Jones, pilota della Williams, e futuro campione del mondo, aveva criticato la poca sicurezza del tracciato alla Ostkurve, affermando che la curva veniva ora percorsa in quinta marcia, senza che vi fossero adeguate protezioni nel caso di uscita di pista.
La gara in Germania venne vinta dall'ex compagno di scuderia di Depailler, alla Ligier, il suo connazionale Jacques Laffite. Egli non festeggiò sul podio, in rispetto del decesso di Depailler.
L'Alfa Romeo decise di non sostituire il francese e così schierò una sola vettura (la casa milanese affermò di non avere una seconda monoposto pronta e perciò negò di aver contattato Arturo Merzario e Patrick Tambay), anche se Bruno Giacomelli e Vittorio Brambilla vennero lasciati liberi di decidere se partecipare al gran premio o meno. Giacomelli, con l'unica Alfa Romeo presente, conquistò, proprio in Germania, i secondi punti stagionali (dopo il quinto posto all'esordio in Argentina) per la casa italiana, chiudendo quinto.
La casa milanese non lo sostituì fino al Gran Premio d'Olanda, quando la sua vettura, nuovamente disponibile, venne affidata a Vittorio Brambilla, che fino a quel momento non era mai stato utilizzato in stagione dall'Alfa Romeo, pur se a inizio anno ne era stato prospettato l'impiego nelle gare europee.
Patrick Depailler riposa nel cimitero di Crevant-Laveine.

## Palmares
- Tour de France automobile 1970 (con Jean-Pierre Beltoise e Jean Todt)
- Campionato francese di Formula 3 1971
- Campionato europeo di Formula 2 1974

## Riconoscimenti
Nel 1974 venne premiato con la medaglia dell'Académie des sports.
Nel 2016 una ricerca svolta presso l'Università di Sheffield, che cercava di stabilire il pilota più forte nella storia del campionato mondiale di Formula 1, sterilizzando l'influenza relativa delle vetture guidate, posizionava Depailler al trentacinquesimo posto.
A Depailler è dedicato un circuito per auto radiocomandate, costruito nella sua città natale.  Il mini circuito  Patrick Depailler è uno dei più antichi di Francia, e fu usato per ospitare una gara della International Federation of Model Auto Racing (IFMAR) nel 1999.
Una statua a lui dedicata è stata eretta presso il centro natatorio di Chamalières.
A Depailler è dedicata una via nel parco tecnologico de la Pardieu a Clermont-Ferrand.
Nel 2013 il pilota francese è stato interpretato da Xavier Laurent, nel film, dedicato alla Formula 1, Rush. L'episodio La Formule 1 della serie televisiva Salut champion è un omaggio postumo imprevisto alla sua memoria.  L'episodio, ambientato al Gran Premio di Francia 1980, disputato sul au Circuito Paul Ricard, racconta la storia di un pilota della scuderia Ligier che si rompe una caviglia con un carro a vela (con riferimento all'incidente in deltaplano patito da Depailler), qualche giorno prima della gara; fu girato a giugno del 1980, poche settimane prima della morte del pilota francese.

## Risultati

### Prototipi

#### Risultati completi nel Campionato internazionale sportprototipi
| 1967 | Scuderia      | Vettura   | Stati Uniti (bandiera) | Stati Uniti (bandiera) | Italia (bandiera)      | Belgio (bandiera)      | Italia (bandiera)      | Germania (bandiera)    | Francia (bandiera)     | Germania (bandiera)    | Italia (bandiera)      | Regno Unito (bandiera) | Italia (bandiera)      | Austria (bandiera) | Svizzera (bandiera)    | Germania (bandiera) |
| ---- | ------------- | --------- | ---------------------- | ---------------------- | ---------------------- | ---------------------- | ---------------------- | ---------------------- | ---------------------- | ---------------------- | ---------------------- | ---------------------- | ---------------------- | ------------------ | ---------------------- | ------------------- |
| 1967 | Calberson     | A210      |                        |                        |                        |                        |                        |                        | Rit                    |                        |                        |                        |                        |                    |                        | Rit                 |
| 1968 | Scuderia      | Vettura   | Stati Uniti (bandiera) | Stati Uniti (bandiera) | Regno Unito (bandiera) | Italia (bandiera)      | Italia (bandiera)      | Germania (bandiera)    | Belgio (bandiera)      | Stati Uniti (bandiera) | Austria (bandiera)     | Francia (bandiera)     |                        |                    |                        |                     |
| 1968 | Calberson     | A211 A220 |                        |                        |                        | 3                      |                        | 9                      |                        |                        |                        | Rit                    |                        |                    |                        |                     |
| 1969 | Scuderia      | Vettura   | Stati Uniti (bandiera) | Stati Uniti (bandiera) | Regno Unito (bandiera) | Italia (bandiera)      | Italia (bandiera)      | Belgio (bandiera)      | Germania (bandiera)    | Francia (bandiera)     | Stati Uniti (bandiera) | Austria (bandiera)     |                        |                    |                        |                     |
| 1969 | Alpine        | A220      |                        |                        |                        | 6                      |                        |                        |                        | Rit                    |                        |                        |                        |                    |                        |                     |
| 1970 | Scuderia      | Vettura   | Stati Uniti (bandiera) | Stati Uniti (bandiera) | Regno Unito (bandiera) | Italia (bandiera)      | Italia (bandiera)      | Belgio (bandiera)      | Germania (bandiera)    | Francia (bandiera)     | Stati Uniti (bandiera) | Austria (bandiera)     |                        |                    |                        |                     |
| 1970 | Matra         | MS660     |                        |                        |                        |                        |                        |                        |                        | Rit                    |                        |                        |                        |                    |                        |                     |
| 1971 | Scuderia      | Vettura   | Argentina (bandiera)   | Stati Uniti (bandiera) | Stati Uniti (bandiera) | Regno Unito (bandiera) | Italia (bandiera)      | Belgio (bandiera)      | Italia (bandiera)      | Germania (bandiera)    | Francia (bandiera)     | Austria (bandiera)     | Stati Uniti (bandiera) |                    |                        |                     |
| 1971 | Ligier        | JS3       |                        |                        |                        |                        |                        |                        |                        |                        | Rit                    |                        |                        |                    |                        |                     |
| 1973 | Scuderia      | Vettura   | Stati Uniti (bandiera) | Italia (bandiera)      | Francia (bandiera)     | Italia (bandiera)      | Belgio (bandiera)      | Italia (bandiera)      | Germania (bandiera)    | Francia (bandiera)     | Austria (bandiera)     | Stati Uniti (bandiera) |                        |                    |                        |                     |
| 1973 | Matra         | MS670     |                        |                        |                        |                        |                        |                        |                        | Rit                    |                        |                        |                        |                    |                        |                     |
| 1974 | Scuderia      | Vettura   | Italia (bandiera)      | Belgio (bandiera)      | Germania (bandiera)    | Italia (bandiera)      | Francia (bandiera)     | Austria (bandiera)     | Stati Uniti (bandiera) | Francia (bandiera)     | Regno Unito (bandiera) |                        |                        |                    |                        |                     |
| 1974 | Alpine        | A441      |                        |                        | 10                     |                        |                        |                        |                        |                        |                        |                        |                        |                    |                        |                     |
| 1975 | Scuderia      | Vettura   | Stati Uniti (bandiera) | Italia (bandiera)      | Francia (bandiera)     | Italia (bandiera)      | Belgio (bandiera)      | Italia (bandiera)      | Germania (bandiera)    | Austria (bandiera)     | Stati Uniti (bandiera) |                        |                        |                    |                        |                     |
| 1975 | Renault Sport | A442      |                        |                        |                        |                        |                        |                        |                        | Rit                    | Rit                    |                        |                        |                    |                        |                     |
| 1976 | Scuderia      | Vettura   | Italia (bandiera)      | Italia (bandiera)      | Germania (bandiera)    | Italia (bandiera)      | Regno Unito (bandiera) | Italia (bandiera)      | Germania (bandiera)    | Austria (bandiera)     | Italia (bandiera)      | Stati Uniti (bandiera) | Canada (bandiera)      | Francia (bandiera) | Francia (bandiera)     | Austria (bandiera)  |
| 1976 | Renault Sport | A442      |                        |                        | Rit                    |                        |                        |                        |                        |                        | Rit                    |                        | 4                      |                    | 2                      |                     |
| 1978 | Scuderia      | Vettura   | Stati Uniti (bandiera) | Stati Uniti (bandiera) | Italia (bandiera)      | Stati Uniti (bandiera) | Francia (bandiera)     | Regno Unito (bandiera) | Germania (bandiera)    | Francia (bandiera)     | Italia (bandiera)      | Stati Uniti (bandiera) | Stati Uniti (bandiera) | Italia (bandiera)  | Stati Uniti (bandiera) |                     |
| 1978 | Renault Sport | A443      |                        |                        |                        |                        |                        |                        |                        | Rit                    |                        |                        |                        |                    |                        |                     |

#### Risultati completi nella 24 Ore di Le Mans
| Anno | Scuderia                       | Copiloti              | Vettura            | Pos. | Motivo                 |
| ---- | ------------------------------ | --------------------- | ------------------ | ---- | ---------------------- |
| 1967 | Ecurie Calberson               | Gérard Larrousse      | Alpine A210        | Rit  | Cambio                 |
| 1968 | Ecurie Savin-Calberson         | Mauro Bianchi         | Alpine A220        | Rit  | Incidente              |
| 1969 | Société des Automobiles Alpine | Jean-Pierre Jabouille | Alpine A220        | Rit  | Albero di trasmissione |
| 1970 | Equipe Matra-Simca             | Jean-Pierre Jabouille | Matra-Simca MS660  | Rit  | Motore                 |
| 1971 | Équipe Ligier                  | Guy Ligier            | Ligier JS3         | NC   |                        |
| 1973 | Equipe Matra-Simca Shell       | Bob Wollek            | Matra-Simca MS670B | Rit  | Pompa dell'olio        |
| 1977 | Renault Sport                  | Jacques Laffite       | Alpine A442        | Rit  | Motore                 |
| 1978 | Renault Sport                  | Jean-Pierre Jabouille | Alpine A443        | Rit  | Motore                 |

### Risultati completi nel Campionato europeo di Formula 2
| Anno | Scuderia                        | Telaio       | Motore   | 1       | 2       | 3       | 4      | 5       | 6       | 7      | 8       | 9       | 10      | 11    | 12    | 13      | 14      | 15  | 16  | 17  | Pos. | Punti |
| ---- | ------------------------------- | ------------ | -------- | ------- | ------- | ------- | ------ | ------- | ------- | ------ | ------- | ------- | ------- | ----- | ----- | ------- | ------- | --- | --- | --- | ---- | ----- |
| 1970 | Constructions Mécaniques Pygmée | Pygmée MDB15 | Cosworth | THR     | HOC     | BAR NQ  | ROU NQ | PER Rit | TUL     | IMO    | HOC     |         |         |       |       |         |         |     |     |     | NC   | 0     |
| 1971 | Equipe Tecno Elf                | Tecno TF71   | Cosworth | HOC Rit | THR Rit | NÜR 21  | JAR    | PAL Rit | ROU NQ  | MAN    | TUL 9   | ALB Rit | VAL     | VAL   |       |         |         |     |     |     | NC   | 0     |
| 1972 | Elf John Coombs                 | Alpine A367  | Cosworth | MAL     | THR     | HOC Rit |        |         | HOC Rit |        |         |         |         |       |       |         |         |     |     |     | 3°   | 27    |
| 1972 | Elf John Coombs                 | March 722    | Cosworth |         |         |         | PAU 2  | PAL 7   |         | ROU NQ | ÖST 5   | IMO Rit | MAN Rit | PER 2 | SAL 7 | ALB 2   | HOC Rit |     |     |     | 3°   | 27    |
| 1973 | Elf John Coombs                 | Alpine A367  | Cosworth | MAL     | HOC 2   | THR Rit | NÜR 3  | PAU Rit | KIN 2   | NIV    | HOC     | ROU 6   | MNZ 2   | MAN 4 | KAR   | PER Rit | SAL 2   | NOR | ALB | VAL | 3°   | 38    |
| 1974 | March Racing Team               | March 742    | BMW      | BAR 2   | HOC 4   | PAU 1   | SAL NQ | HOC     | MUG 1   | KAR 2  | PER Rit | HOC 1   | VAL 1   |       |       |         |         |     |     |     | 1°   | 54    |
| 1975 | Project 3 Racing                | March 752    | BMW      | EST     | THR     | HOC     | NÜR    | PAU 3   | HOC     | SAL    | ROU     | MUG     | PER     | SIL   | ZOL   | NOG     | VAL     |     |     |     | NC   | 0 ‡   |

(legenda) (il grassetto indica le pole position, il corsivo indica i giri veloci, ‡ che il pilota non era eleggibile per la classifica del campionato. )

### Formula 1

#### Statistiche del Campionato mondiale di Formula 1[96]
- Gran Premi disputati: 95
- Vittorie: 2 ( Gran Premio di Monaco 1978,  Gran Premio di Spagna 1979)
- Pole position: 1 ( Gran Premio di Svezia 1974)
- Giri veloci: 4 ( Gran Premio di Svezia 1974,  Gran Premio di Monaco 1975,  Gran Premio del Canada 1976,  Gran Premio di Monaco 1979 )
- Podi: 19
- Punti totalizzati: 141[97]
- Giri in testa: 164 (pari a 614 km)
- Giri totali percorsi in gara: 4 635 (pari a 21 297 km)

#### Risultati completi nel Campionato mondiale di Formula 1
| 1972 | Scuderia | Vettura |  |  |  |  |  |    |  |  |  |  |  |    |  |  |  |  |  | Punti | Pos. |
| ---- | -------- | ------- |  |  |  |  |  | -- |  |  |  |  |  | -- |  |  |  |  |  | ----- | ---- |
| 1972 | Tyrrell  | 004     |  |  |  |  |  | NC |  |  |  |  |  | 12 |  |  |  |  |  | 0     |      |

| 1974 | Scuderia | Vettura        |   |   |   |   |     |   |   |   |   |     |     |     |    |   |   |  |  | Punti | Pos. |
| ---- | -------- | -------------- | - | - | - | - | --- | - | - | - | - | --- | --- | --- | -- | - | - |  |  | ----- | ---- |
| 1974 | Tyrrell  | 005, 006 e 007 | 6 | 8 | 4 | 8 | Rit | 9 | 2 | 6 | 8 | Rit | Rit | Rit | 11 | 5 | 6 |  |  | 14    | 9º   |

| 1975 | Scuderia | Vettura |   |     |   |     |   |   |    |   |   |   |   |    |   |     |  |  |  | Punti | Pos. |
| ---- | -------- | ------- | - | --- | - | --- | - | - | -- | - | - | - | - | -- | - | --- |  |  |  | ----- | ---- |
| 1975 | Tyrrell  | 007     | 5 | Rit | 3 | Rit | 5 | 4 | 12 | 9 | 6 | 9 | 9 | 11 | 7 | Rit |  |  |  | 12    | 9º   |

| 1976 | Scuderia | Vettura   |   |   |   |     |     |   |   |   |     |     |     |   |   |   |     |   |  | Punti | Pos. |
| ---- | -------- | --------- | - | - | - | --- | --- | - | - | - | --- | --- | --- | - | - | - | --- | - |  | ----- | ---- |
| 1976 | Tyrrell  | P34 e 007 | 2 | 9 | 3 | Rit | Rit | 3 | 2 | 2 | Rit | Rit | Rit | 7 | 6 | 2 | Rit | 2 |  | 39    | 4º   |

| 1977 | Scuderia | Vettura |     |     |   |   |     |     |   |   |     |     |     |    |     |     |    |   |   | Punti | Pos. |
| ---- | -------- | ------- | --- | --- | - | - | --- | --- | - | - | --- | --- | --- | -- | --- | --- | -- | - | - | ----- | ---- |
| 1977 | Tyrrell  | P34     | Rit | Rit | 3 | 4 | Rit | Rit | 8 | 4 | Rit | Rit | Rit | 13 | Rit | Rit | 14 | 2 | 3 | 20    | 9º   |

| 1978 | Scuderia | Vettura |   |     |   |   |   |     |     |     |     |   |     |   |     |    |     |   |  | Punti | Pos. |
| ---- | -------- | ------- | - | --- | - | - | - | --- | --- | --- | --- | - | --- | - | --- | -- | --- | - |  | ----- | ---- |
| 1978 | Tyrrell  | 008     | 3 | Rit | 2 | 3 | 1 | Rit | Rit | Rit | Rit | 4 | Rit | 2 | Rit | 11 | Rit | 5 |  | 34    | 5º   |

| 1979 | Scuderia | Vettura |   |   |     |   |   |     |   |  |  |  |  |  |  |  |  |  |  | Punti | Pos. |
| ---- | -------- | ------- | - | - | --- | - | - | --- | - |  |  |  |  |  |  |  |  |  |  | ----- | ---- |
| 1979 | Ligier   | JS11    | 4 | 2 | Rit | 5 | 1 | Rit | 5 |  |  |  |  |  |  |  |  |  |  | 20    | 6º   |

| 1980 | Scuderia   | Vettura |     |     |    |     |     |     |     |     |  |  |  |  |  |  |  |  |  | Punti | Pos. |
| ---- | ---------- | ------- | --- | --- | -- | --- | --- | --- | --- | --- |  |  |  |  |  |  |  |  |  | ----- | ---- |
| 1980 | Alfa Romeo | 179     | Rit | Rit | NC | Rit | Rit | Rit | Rit | Rit |  |  |  |  |  |  |  |  |  | 0     |      |

| Legenda | 1º posto     | 2º posto | 3º posto    | A punti         | Senza punti/Non class.  | Grassetto – Pole position Corsivo – Giro più veloce |
| Legenda | Squalificato | Ritirato | Non partito | Non qualificato | Solo prove/Terzo pilota | Grassetto – Pole position Corsivo – Giro più veloce |

#### Risultati completi nelle gare di Formula 1 non valide come prove del campionato
| Anno | Scuderia         | Telaio      | Motore            | 1        | 2      | 3     |
| ---- | ---------------- | ----------- | ----------------- | -------- | ------ | ----- |
| 1975 | Elf Team Tyrrell | Tyrrell 007 | Ford Cosworth DFV | RoC      | BRDC 5 | SUI 2 |
| 1978 | Elf Team Tyrrell | Tyrrell 008 | Ford Cosworth DFV | BRDC Rit |        |       |